# Cal Canes
Cal Canes és una casa de Selvanera, del municipi de Torrefeta i Florejacs (Segarra), inclosa a l'Inventari del Patrimoni Arquitectònic de Catalunya.

## Descripció
Edifici de tres cossos, els dos primers, els que donen al carrer Sant Sebastià, tenen funció d'habitatge, i el darrer, el que dona al carrer Sant Isidre, tenia funció de paller i quadra.
El primer edifici amb funció d'habitatge, és de petites dimensions, a la façana oest, la que dona al carrer Sant Sebastià, té una finestra amb reixa. A la façana sud, dona a un petit pati, hi ha una entrada i una finestra. A la façana est, no hi ha cap obertura. I la façana nord està adjunt al següent cos. La coberta és de dos vessants (Est-Oest), acabada en teules.
El segon cos amb funció d'habitatge, és més gran, a la façana oest, la que dona al carrer Sant Sebastià, té una entrada que dona a la segona planta, i dues finestres que donen a la darrera. A la façana sud, té gran part ocupada per l'edifici anterior, hi ha un balcó amb barana de ferro, que dona al darrer pis, hi ha una finestra a la part dreta. A la façana est, hi ha petites obertures, tant al segon com al darrer pis. La façana nord està totalment ocupada pel darrer edifici. La coberta és de dos vessants (Est-Oest), acabada en teules.
El darrer edifici, originalment, tenia funció d'habitatge i de paller i quadra. Actualment està en desús. A la façana nord, la que dona al carrer de Sant Isidre, a la planta baixa, hi ha dues entrades, la de l'esquerra es troba dins d'un porxo, que a la part superior, serveix de terrassa per a la següent planta. En aquesta segona planta, hi ha una entrada que dona a la terrassa abans esmentada, té una barana de ferro que tanca la terrassa. A la dreta de la façana, hi ha un balcó amb barana de ferro. Al darrer pis, hi ha dues finestres. A la façana oest, la que dona al carrer Sant Sebastià, hi ha dues finestres a la segona planta i una gran obertura típica de paller a la darrera. La façana est té una finestra al segon pis i dues grans al darrer. La coberta és de dos vessants (Est-Oest), acabada en teules. Davant de la façana est d'aquest darrer edifici, hi ha una era tancada per murs, on, a la façana sud, hi ha l'entrada.